# 筒井町 (北九州市)
筒井町（つついまち）は福岡県北九州市八幡西区の町。住居表示実施済み。郵便番号は806-0032。

## 地理
八幡西区の北部東側に位置し、北東に黒崎、東に菅原町、南に西曲里町、西に山寺町、北西に熊西と接する。

## 地域の特徴
南に向かってわずかに上り勾配があるが平坦な地形。北縁に沿って東西に国道3号が、東縁に沿って南北に国道200号が、南縁に沿って東西に山手通りが走る。区内の主要な通りの交わる場所である。北部に北九州市立筒井小学校がある。

## 歴史
1974年に八幡区が八幡西区と八幡東区とに分区された際、町内の山手通り沿いに八幡西区役所が建設された。その後、築40年を目前に控えた2013年5月、黒崎駅前のコムシティ内に移転した。区役所の跡地はマンションとドラッグストアになり、その後ドラッグストア駐車場の一部が病院となった。

### 地名の由来
大字熊手の字、筒井より。

### 沿革
- 1959年（昭和34年） - 筒井町新設[4]。
- 1963年（昭和38年）2月1日 - 八幡市、戸畑市、小倉市、若松市、門司市の5市が合併し、北九州市が発足。八幡市筒井町は北九州市八幡区筒井町となる。
- 1963年（昭和38年）4月1日 - 北九州市が政令指定都市に指定され、八幡区、戸畑区、小倉区、若松区、門司区の5区を設置。北九州市八幡区筒井町は北九州市八幡区筒井町となる。
- 1967年（昭和42年）6月1日 - 住居表示実施[5]。
- 1974年（昭和49年）4月1日 - 八幡区が八幡西区と八幡東区に分かれ、八幡区筒井町は八幡西区筒井町となる[6]。

### 町名の変遷
| 実施内容 | 実施年月日               | 実施後 | 実施前         |
| -------- | ------------------------ | ------ | -------------- |
| 町名新設 | 1959年（昭和34年）       | 筒井町 | 大字熊手の一部 |
| 住居表示 | 1967年（昭和42年）6月1日 | 筒井町 | 筒井町の全部   |

## 世帯数と人口
2025年（令和7年）3月31日現在（北九州市発表）の世帯数と人口は以下の通りである。
| 町     | 世帯数  | 人口    |
| ------ | ------- | ------- |
| 筒井町 | 874世帯 | 1,688人 |

### 人口の変遷
国勢調査による人口の推移。
| 1995年（平成7年）  | 459人   | [ 7 ]  |  |
| 2000年（平成12年） | 688人   | [ 8 ]  |  |
| 2005年（平成17年） | 830人   | [ 9 ]  |  |
| 2010年（平成22年） | 976人   | [ 10 ] |  |
| 2015年（平成27年） | 990人   | [ 11 ] |  |
| 2020年（令和2年）  | 1,670人 | [ 12 ] |  |

### 世帯数の変遷
国勢調査による世帯数の推移。
| 1995年（平成7年）  | 221世帯 | [ 7 ]  |  |
| 2000年（平成12年） | 353世帯 | [ 8 ]  |  |
| 2005年（平成17年） | 390世帯 | [ 9 ]  |  |
| 2010年（平成22年） | 490世帯 | [ 10 ] |  |
| 2015年（平成27年） | 509世帯 | [ 11 ] |  |
| 2020年（令和2年）  | 843世帯 | [ 12 ] |  |

## 学区
市立小・中学校に通う場合、学区は以下の通りとなる。
| 町     | 街区 | 小学校               | 中学校               |
| ------ | ---- | -------------------- | -------------------- |
| 筒井町 | 全域 | 北九州市立筒井小学校 | 北九州市立熊西中学校 |

## 交通

### バス
域内のバス停と系統は以下のとおりである。
| 運行事業者 | 運行事業者   | 西鉄バス北九州 | 西鉄バス北九州 | 西鉄バス北九州 | 西鉄バス北九州 | 西鉄バス北九州 |
| 系統       | 系統         | 40             | 41             | 80             | 82             | 197            |
| 停留所     | 熊西局前     | ○              | ○              |                |                |                |
| 停留所     | 御手洗公園前 |                |                | ○              | ○              | ○              |

### 道路
- 国道3号
- 国道200号

## 施設

### 教育施設
- 北九州市立筒井小学校

### 教会
- 黒崎教会

### 公園
- 筒井公園

### その他
- NTT西日本 黒崎電話交換所